# Vulgare amici nomen, sed rara est fides
La locuzione latina Vulgare amici nomen, sed rara est fides, tradotta letteralmente, significa frequente il nome di amico, ma la fedeltà è rara (Fedro).
Un tale vedendo la casetta che Socrate s'era fatto costruire chiese: "Come mai tu, uomo sì celebre, ti accontenti di una casa così piccola?" "Volesse il cielo, rispose il filosofo, che io trovassi tanti amici da riempirla!" .

In tanti si professano amici, ma la fedeltà nell'amicizia è molto rara.